# Флякевич Ліна Григорівна
Лі́на Григо́рівна Фляке́вич (23 серпня 1889 , Сопошин, Жовківський повіт, Королівство Галичини та Володимирії, Австро-Угорщина  — 13 квітня 1970 , Львів ) українська радянська діячка, вчителька сільської школи села Любелі Великомостівського району Львівської області. Депутат Верховної Ради УРСР 1-го скликання (1940–1947).

## Біографія
Народилася 23 серпня 1889 (або 1896) року в родині бідного сільського вчителя в селі Сопошин?, тепер Жовківського району Львівської області.
У 1910–1914 роках навчалася у вчительській семінарії.
Після закінчення вчительської семінарії деякий час працювала вчителькою у селах Двірці та Бутини на Сокальщині. 
З 1922 року — вчителька сільської школи села Любеля на Жовківщині. З жовтня 1939 року — директор та вчителька Любельської сільської початкової школи Великомостівського (тепер — Жовківського) району Львівської області.
24 березня 1940 року обрана депутатом Верховної Ради УРСР 1-го скликання по Устрико-Долинському виборчому округу № 317 Львівської області.
Станом на 1945 рік — директор та вчителька Любельської сільської початкової школи Львівської області. 

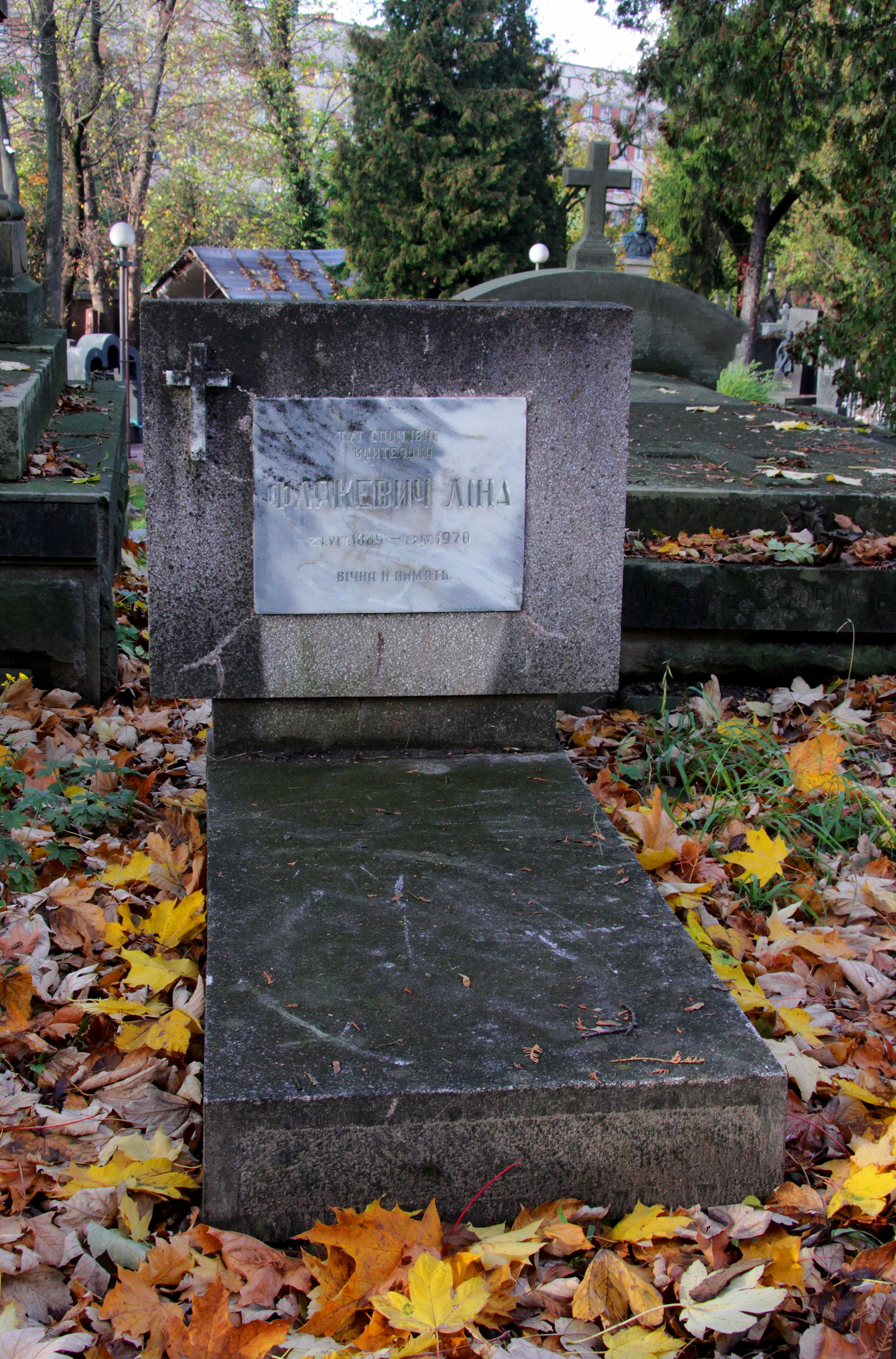
Надгробок на могилі Ліни Флякевич.

Померла 13 квітня 1970 року, похована на полі № 1 Личаківського цвинтаря Львова.